# Bo Södersten (företagsledare)
Bo Frans Åke Södersten, född 20 mars 1938 i Engelbrekts församling i Stockholms stad, död 29 februari 2012 i Anundsjö församling i Västernorrlands län, var en svensk företagsledare.

## Biografi
Södersten avlade 1960 civilingenjörsexamen vid Kungliga Tekniska Högskolan och 1963 teknologie licentiat-examen i hydraulik. Han var utvecklingsingenjör vid Arenco 1963–1964 och tjänstgjorde vid Hägglund & Söner 1965–1990, varav 1980–1990 som verkställande direktör. Vid Hägglunds ansvarade han för vidareutveckling av hydraulmotorn, en nyckelkomponent i fartygskranarna som var Hägglunds första exportprodukt. Under andra hälften av 1970-talet fick han ansvaret för fordonsdivisionen, som bland annat tillverkade bandvagnar för svenska försvarsmakten. Han var generaldirektör och verkställande direktör för Försvarets Fabriksverk 1990–1991, varefter han 1991–1995 var verkställande direktör för BEO Brel Ltd i Storbritannien. Därefter var han konsult åt ABB, bland annat i Berlin och Wrocław.
Bo Södersten invaldes 1991 som ledamot av Kungliga Krigsvetenskapsakademien.